# دیولا لورانت
دْیولا لورانت (به مجاری: Lóránt Gyula) (۶ فوریهٔ ۱۹۲۳ – ۳۱ مهٔ ۱۹۸۱) بازیکن و مربی فوتبال اهل مجارستان بود. از باشگاه‌هایی که در آن بازی کرده‌است می‌توان به باشگاه ورزشی واشاش و هونود اشاره کرد.
او در تیم ملی فوتبال مجارستان و تیم طلایی به همراه فرنتس پوشکاش سابقه قهرمانی در بازی‌های المپیک تابستانی ۱۹۵۲ و نایب قهرمانی در جام جهانی فوتبال ۱۹۵۴ را در کارنامه دارد.